# Krugłowka (obwód smoleński)
Krugłowka (ros. Кругловка) – wieś (ros. деревня, trb. dieriewnia) w zachodniej Rosji, w osiedlu wiejskim Pieriewołoczskoje rejonu rudniańskiego w obwodzie smoleńskim.

## Geografia
Miejscowość położona jest 3 km od granicy z Białorusią, przy drodze regionalnej 66N-1613 (Krugłowka / R120 – Mogilno – Odrino), przy drodze federalnej R120 (Orzeł – Briańsk – Smoleńsk – granica z Białorusią), 3,5 km od najbliższego przystanku kolejowego (462 km), 8 km od centrum administracyjnego osiedla wiejskiego (Pieriewołoczje), 5,5 km od centrum administracyjnego rejonu (Rudnia), 70 km od Smoleńska.
W granicach miejscowości znajdują się ulice: imieni D. G. Barczenkowa, Bieriozowaja, Centralnaja, Drużby, imieni Kirowa, Kołchoznyj pierieułok, Lesnaja, Ługowaja, Mołodiożnaja, Nabierieżnaja, Nowaja, Polewaja, Sadowaja, Siewiernaja, Sołowjinaja roszcza, Sowietskaja, Szkolnyj pierieułok, Wostocznaja, Zielonaja.

## Demografia
W 2010 r. miejscowość zamieszkiwało 295 osób.

## Historia
W czasie II wojny światowej od lipca 1941 roku wieś była okupowana przez hitlerowców. Wyzwolenie nastąpiło w październiku 1943 roku. We wsi znajduje się obelisk ku czci poległych w walkach z okupantem żołnierzy-współmieszkańców (wymienionych jest 148 nazwisk).
Uchwałą z dnia 20 grudnia 2018 roku w skład jednostki administracyjnej Pieriewołoczskoje weszły wszystkie miejscowości zlikwidowanego osiedla wiejskiego Krugłowskoje (w tym Krugłowka – stolica tegoż).